# بورباش (قزل‌اکتبر)
بورباش (به لاتین: Borbash) یک روستا در قرقیزستان است که در شهرستان نوکت واقع شده‌است. بورباش ۵٬۲۴۸ نفر جمعیت دارد.